# Кравченко, Алексей (музыкант)
Алексей Кравченко (род. 27 ноября 1961, Омск) — советский и российский рок-музыкант, наиболее известный как вокалист культовой трэш-метал группы «Мастер». Псевдоним «Lexx».

## Биография
Алексей Кравченко начал интересоваться музыкой ещё в школе, играл в ансамбле. В первое время вокалист выступал с бас-гитарой, но впоследствии от этой практики отказался, решив, что нужно делать что-то одно, но хорошо. Несмотря на это убеждение владеет игрой на электро- и бас-гитаре.
Образование — высшее инженерное (инженер-гидротехник). После института по распределению работал мастером. В 1985 году уехал в Казахстан, где устроился музыкантом в Кокшетаускую филармонию. Как выяснилось позже, в ней же в более ранние годы работал будущий коллега по группе «Мастер», известный российский бас-гитарист Алик Грановский.
Вернувшись в Омск Кравченко устроился в филармонию. В 1988 году параллельно с основной работой стал выступать с омской рок-группой «Горящий снег».

## Группа «Life»
Уже перебравшись в Москву, в 1995 году стал участником созданной гитаристом Александром Ландышевым группы «Life». Музыканты преимущественно играли каверы известных композиций в стиле хард-рок и выступали в московских клубах, в том числе тех, которые держали американцы и канадцы. Позже коллектив стал сочинять и собственные песни. Известными стали «Осень» и «Satisfaction». В 1997 году «Satisfaction» появилась на кассетном сборнике «Железный Марш vol.4», а «Осень» была включена в «Russian Metal Ballads vol.3».

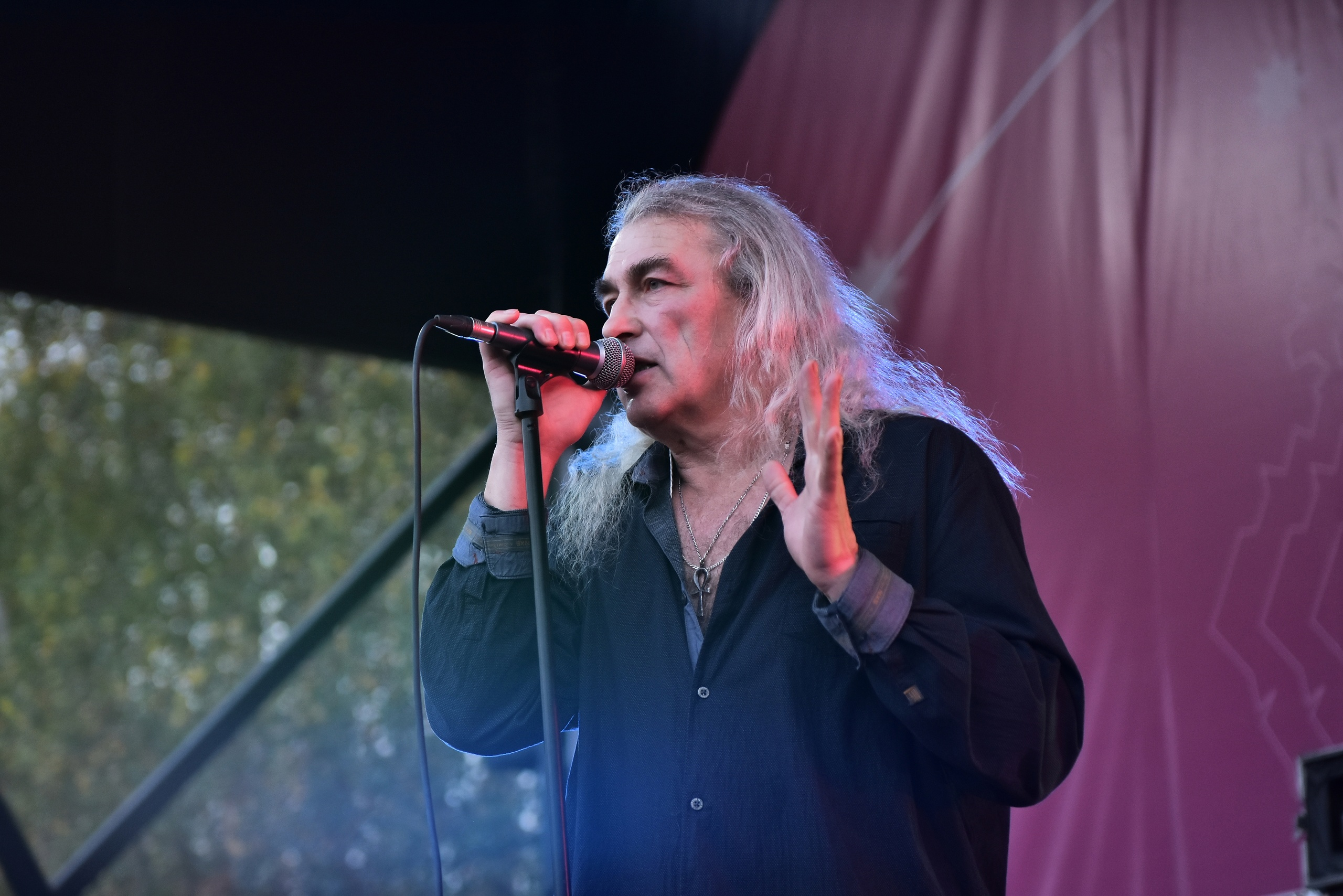
Алексей LEXX Кравченко, концерт группы "Мастер" в усадьбе Гребнево 30 сентября 2023 г.

Материала у группы накопилось на целый диск, записи велись на студии, где репетировала небезызвестная метал-группа «Ария». Но выпустить альбом «Life» не было суждено.
По словам Кравченко, он стал автором некоторых текстов песен группы. Некоторые тексты переводил с английского.
С уходом Алексея Кравченко в «Мастер» в 1999 году «Life» распалась. Но в 2021 году коллектив снова собрался в составе: Александр Ландышев — гитара, Алексей «Lexx» Кравченко — вокал, Дмитрий Шаталин — бас-гитара, Евгений «Джон» Лайков — ударные. Как и до распада, «Life» играет хиты зарубежной рок-музыки 70-90-х годов.

## Группа «Мастер»
В 1999 году Алексей Кравченко стал вокалистом группы «Мастер», сменив ушедшего Михаила Серышева.
На репетиционной базе, где Кравченко играл с «Life», он познакомился с Сергеем Терентьевым, который «заведовал базой» и недавно пришел играть в «Арию». Терентьев посоветовал Алику Грановскому пригласить Кравченко в группу «Мастер». По словам Алексея, на тот момент он был знаком с творчеством коллектива: слышал песни, видел телевизионные трансляции.
Работа в «Мастере» началась с записи альбома «Лабиринт». Практически все тексты и мелодии к приходу в группу Кравченко были готовы.
Исполнил роль Трактирщика в первой в России метал-опере «Эльфийская рукопись», а также принял участие в записи альбома «Затерянный храм Энии» группы Laptev’s Epidemia.
В 2024 году Алексей Кравченко принял участие в песне «Странник» металл-группы «Шеду».

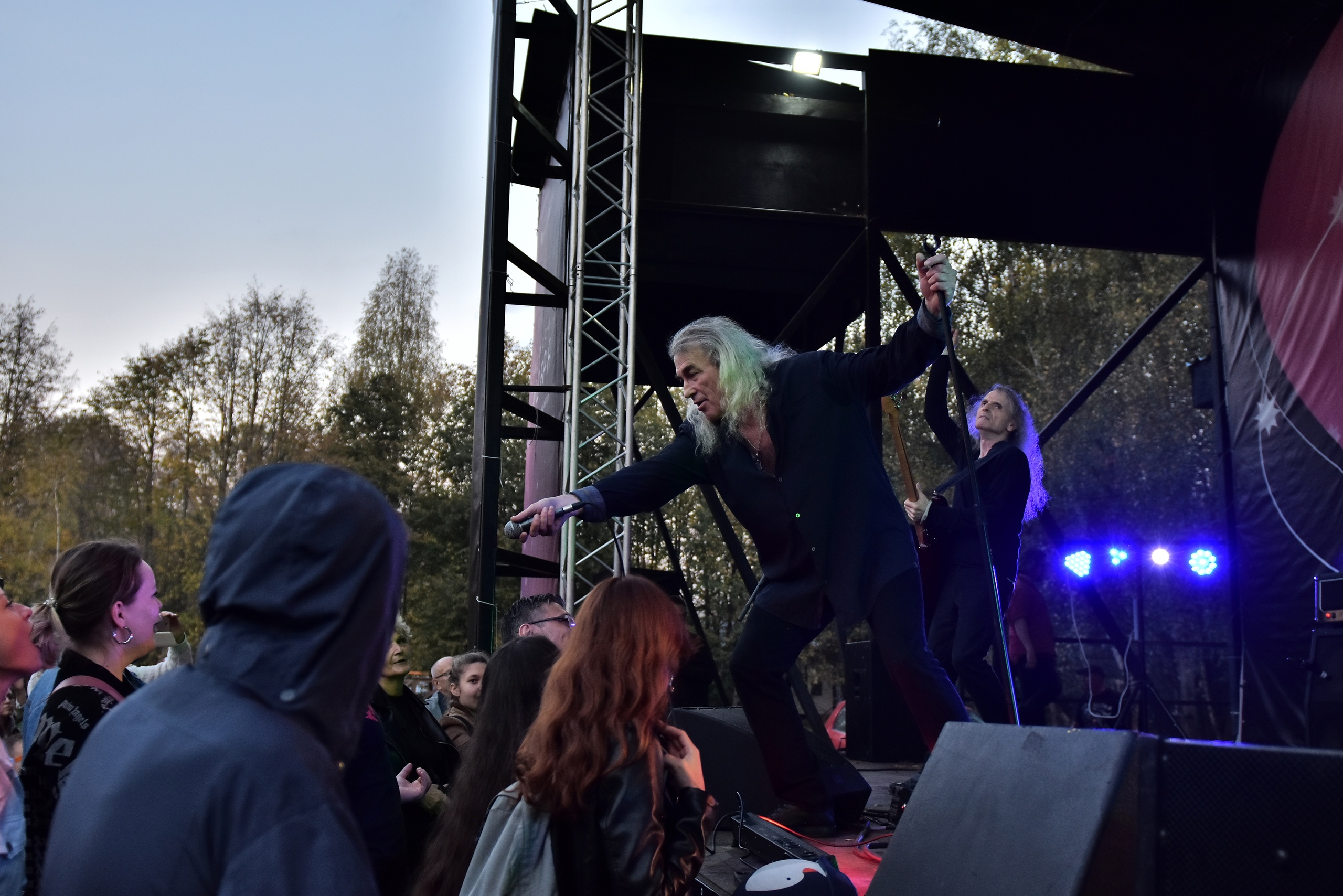
Мастер в усадьбе Гребнево

## Дискография
Участник записи всех релизов Мастера с 1999 года, включая:
Студийные альбомы
- 2000 — Мастер: Лабиринт
- 2004 — Мастер: 33 жизни
- 2006 — Мастер & Margenta: По ту сторону сна
- 2010 — Мастер: VIII
- 2020— Мастер: Мастер Времени

### Прочие релизы
- 1997 — «Russian Metal Ballads vol.3» (песня «Осень», группа «LIFE»)
- 2001 — Tribute to Harley-Davidson II (сплит-альбом с «Арией»)
- 2014 — Алик Грановский: Bass Manuscript